# Federico Adolfo de Suecia

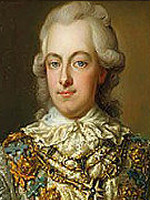
Federico Adolfo de Suecia.

Federico Adolfo de Suecia (Drottningholm, 18 de julio de 1750-Montpellier, 12 de diciembre de 1803) fue príncipe de Suecia y duque de Östergötland. Fue el hijo menor de los reyes Adolfo Federico de Suecia y Luisa Ulrica de Prusia.

## Biografía
Como príncipe que era, recibió desde pequeño una esmerada educación y comenzó una carrera militar. En 1762 fue coronel y en 1768 tenía ya el grado de mayor. A finales de octubre de 1770 realizó un viaje al extranjero junto a su hermano mayor el príncipe heredero Gustavo (posteriormente Gustavo III de Suecia). El viaje terminó cuando los príncipes tuvieron noticias de la muerte del rey en 1771.
Desde 1782 residió la mayor parte del tiempo en Tullgarn, un palacio que el parlamento le otorgó como residencia personal. Su relación con el rey se malogró, en especial por la influencia de su madre la reina viuda Luisa Ulrica -quien se mostraba hostil ante Gustavo III, y sobre todo después de que el rey le impuso a Federico Adolfo una especie de tutoría.
En términos generales, el príncipe no jugó ninguna relevancia en asuntos políticos o bélicos, si bien había alcanzado los altos grados de general y mariscal de campo. Acompañó a su hermano el rey Gustavo III en la Guerra Ruso-Sueca de 1788, pero no recibió ninguna comisión especial en la guerra. 
En los últimos años de su vida, su salud se malogró bastante. Se marchó al extranjero y falleció en la ciudad de Montpellier, en el sur de Francia, en 1803.
Sus biógrafos, entre los que se encuentran su contemporánea Carlota de Holstein-Gottorp, lo han considerado como un príncipe bien parecido, que aventajaba en ese aspecto a sus dos hermanos. Sin embargo, le achacan un carácter débil y una marcada proclividad a la frivolidad, al sibaritismo y a las mujeres. Gustaba de las bellas artes, e incluso las practicó como aficionado, en especial la música.
Nunca se casó, en cambio tuvo varias amantes. Con la bailarina Sophie Hagman vivió varios años en unión libre y tuvo una hija, Sophia Frederica.

## Títulos y tratamientos
| ● 27 de febrero de 1861-26 de octubre de 1905: | Su alteza real el príncipe Federico Adolfo de Suecia-Finlandia                      |
| ● 26 de octubre de 1905-24 de octubre de 1951: | Su alteza real el príncipe Federico Adolfo de Suecia-Finlandia, duque de Ostrogotia |

- Datos: Q1872255
- Multimedia: Frederick Adolph of Sweden / Q1872255